# Xiphiopsylla levis
Xiphiopsylla levis  (лат.) — вид блох из семейства Xiphiopsyllidae.  Восточная Африка: Кения, Конго, Уганда. Среди хозяев отмечены мышиные следующих родов и видов: Lophuromys sp., Arvicanthis (травяные мыши), Tachyoryctes, Otomys и другие.
Имеют зубчики на абдоминальных 1-4 сегментах. 8-й тергит самцов хорошо развит, а 9-й тергит самок полностью редуцирован. Торакс и брюшко покрыты однообразными утолщенными щетинками.